# Tetracnemus deccanensis
Tetracnemus deccanensis är en stekelart som först beskrevs av Mani och Kaul 1974.  Tetracnemus deccanensis ingår i släktet Tetracnemus och familjen sköldlussteklar. Inga underarter finns listade i Catalogue of Life.